# Nicole Gotteri
Nicole Gotteri est une historienne et archiviste française, spécialiste du Premier Empire, née le 17 février 1937 à Ferryville (Tunisie).

## Biographie
Élève de l'École nationale des chartes, elle y obtient le diplôme d'archiviste paléographe en 1968. Elle complète son cursus par un doctorat en histoire, Nicole Gotteri a été membre de l'École française de Rome avant d'intégrer, en 1974, la Section moderne des Archives nationales, où elle est plus spécialement chargée des fonds relatifs au Consulat, au Premier Empire, à la Restauration et à la monarchie de Juillet. À ce titre, elle est l'autrice d'un certain nombre d'instruments de recherche relatifs aux archives du Premier Empire.
La formation initiale de cette historienne ne la prédisposait pas, à première vue, à consacrer l'essentiel de sa carrière et de son œuvre à la période napoléonienne. Elle expliquait ainsi, en 2000, dans un entretien accordé au site napoleon.org, avoir consacré sa thèse de doctorat en histoire à la « reconstruction de la France du XVe siècle au point de vue ecclésiastique », ce qui la destinait plutôt à une spécialisation de médiéviste, et ne s'être intéressée, au début, au Consulat et à l'empire que « par obligation ».
Nicole Gotteri a également publié divers articles dans des revues spécialisées ou bulletins de sociétés savantes, tels que la Revue historique ardennaise, la Revue du Louvre, la Bibliothèque de l'École des chartes, la Revue de l'Institut Napoléon, la Revue d'histoire diplomatique, la Revue drômoise, la Revue historique, la Revue du Tarn, La Revue d'Alsace, le Bulletin de la Société archéologique et historique du Limousin et Les Annales du Chesnay.

## Archivistique
- Secrétairerie d'État impériale. Guerre (an VIII-1814). Inventaire des articles AF IV 1590 à 1670., Archives nationales, Paris, 1988, 343 p.
- Maison de l'Empereur. Domaine étranger. Italie, Belgique, Hollande. Inventaire des articles O 2 940 à 1122., Archives nationales, Paris, 1989, 100 p.
- Secrétairerie d'État Impériale. Rapports du Ministre de la Guerre. An VIII-1814., Archives nationales, Paris, 1992. 95 p.
- Maison de l'Empereur. Grands Officiers de la Couronne. An VIII-1815., Archives nationales, Paris, 1993, 138 p.
- Maison de l'Empereur. Administration de l'Intendance générale. An X-1815., Centre historique des Archives nationales, Paris, 2000, 143 p.

## Publications
- Grands dignitaires, ministres et grands officiers du Premier Empire : autographes et notices biographiques, Nouvelles éditions latines, Paris, 1990, 264 p.,  (ISBN 2-7233-0411-6).
  - Réédition : 8 janvier 2008,  (ISBN 978-2723304115).
- Soult, maréchal d'Empire et homme d'État, éditions La Manufacture, Besançon, 1991, 669 p.,  (ISBN 978-2737702853).
- La police secrète du Premier Empire, éditions Champion, coll. « Pages d'archives », Paris, 1997-2004, 7 volumes :
  - Bulletins quotidiens adressés par Savary à l'Empereur de juin à décembre 1810 [tome 1] (avec une préface de Jean Tulard), no 3 dans la coll., 1997, 847 p.,  (ISBN 2-85203-644-4).
  - Tome 2, Bulletins quotidiens adressés par Savary à l'Empereur de janvier à juin 1811, no 5 dans la coll., 1er janvier 1998, 657 p.,  (ISBN 2-85203-853-6).
  - Tome 3, Bulletins quotidiens adressés par Savary à l'Empereur de juillet à décembre 1811, no 8 dans la coll., 1999, 574 p.,  (ISBN 2-7453-0130-6).
  - Tome 4, Bulletins quotidiens adressés par Savary à l'Empereur de janvier à juin 1812, no 11 dans la coll., 2000, 687 p.,  (ISBN 2-7453-0335-X).
  - Tome 5, Bulletins quotidiens adressés par Savary à l'Empereur de juillet à décembre 1812, no 12 dans la coll., 1er janvier 2001, 573 p.,  (ISBN 2-7453-0490-9).
  - Tome 6, Bulletins quotidiens adressés par Savary à l'Empereur de janvier à juin 1813, no 14 dans la coll., 2003, 707 p.,  (ISBN 2-7453-0744-4).
  - Tome 7, Bulletins quotidiens adressés par Savary à l'Empereur de juillet 1813 à mars 1814, no 16 dans la coll., 23 août 2004, 1003 p.,  (ISBN 2-7453-1084-4).
- Claude Petiet : ministre de la Guerre, intendant général de la Grande armée et ses fils Alexandre, Auguste et Sylvain : le devenir de la condition militaire de la fin de l'Ancien régime au Second empire, 1749-1868 (avec un avant-propos de Hervé Dufresne et une préface d'Yves-Marie Bercé), éditions SPM (Société polygraphique Mang), coll. « Kronos » no 28, Paris, 1999, 420 p.,  (ISBN 2-901952-29-1).
- Le maréchal Soult, éditions B. Giovanangeli, Paris, 1er septembre 2000, 805 p.-4 p. de planches illustrées,  (ISBN 2-909034-21-6).
- La campagne de Suisse de 1799 : « Le Choc des géants », éditions B. Giovanangeli, Paris, 20 mars 2003, 195 p.,  (ISBN 2-909034-35-6).
- Napoléon et le Portugal, éditions B. Giovanangeli, Paris, 9 septembre 2004, 287 p.,  (ISBN 2-909034-57-7).
- Le western et ses mythes : les sources d'une passion, éditions Giovanangeli, Paris, 21 avril 2005, 253 p.-16 p. de planches illustrées,  (ISBN 2-909034-70-4).
- Napoléon : stratégie politique et moyens de gouvernement, éditions SPM (Société polygraphique Mang), Paris, 1er avril 2007, 203 p.,  (ISBN 978-2-901952-52-7).
- Noblesse d'Empire (avec une iconographie d'Éric Pautrel), éditions de la Revue Napoléon, Annecy-le-Vieux, mars 2008, 250 p.,  (ISBN 978-2952458320).